# Московский листок
«Московский листок» — ежедневная газета, выходившая в свет в 1881—1918 годах; одно из первых в России изданий, ориентированных на массовую аудиторию. Была основана журналистом и писателем Николаем Ивановичем Пастуховым, который долгое время выполнял функции редактора.
Несмотря на то, что столичная интеллигенция не слишком одобрительно относилась к появлению и распространению «малой» прессы, с «Московским листком» в разные годы сотрудничали адвокат Плевако, публицист Дорошевич, писатели Чехов и Гиляровский, артист Вильде, драматурги Герсон и Гейнце, театральный критик Плещеев, поэт Кичеев, певец и педагог Комиссаржевский.

## Тематическая направленность
С первого дня издатель поставил во главу угла максимально полное отображение жизни Москвы и прилегающих к ней территорий. Успех имели рубрики «По улицам и переулкам», «По городам и сёлам», «Советы и ответы», «Котировка московской биржи», «Торговые вести», «Поезды железных дорог». Позже появились передовицы, написание которых Пастухов заказывал известным журналистам, писателям и учёным.
С конца 1880-х годов на страницах «Московского листка» стали публиковаться рецензии на театральные и музыкальные постановки Ф. П. Комиссаржевского, Н. П. Кичеева, П. И. Кичеева, Н. Р. Кочетова и др. В газете начал работать собственный судебный отдел, материалы которого также способствовали росту числа подписчиков. Немалую часть газетных площадей занимали частные объявления, которыми начинался и заканчивался каждый номер; они же приносили изрядную долю дохода.
Одним из главных достоинств издания Пастухов считал оперативность публикуемой информации. Он организовал репортёрскую службу таким образом, чтобы сводка о вечернем происшествии появилось уже в утренней газете. Писатель Владимир Гиляровский, работавший в «Московском листке» репортёром, рассказывал, как в первый день редактор обучал его навыкам профессии: «Репортер должен знать всё, что случилось в городе. Не прозевать ни одного сенсационного убийства, ни одного большого пожара или крушения поезда».
У Пастухова были налажены связи с исправником, с канцелярией губернатора, и о любом происшествии он узнавал моментально.

Пастухов приучил всю Москву читать не только свою газету, но и периодику вообще. Его «кабацкий листок», как и «Новое время», все ругали и все читали.
— Махонина С. Я. История русской журналистики начала XX века. — М.: Флинта: Наука, 2004.
В 1892 году появилось еженедельное иллюстрированное приложение, выходившее до 1911 года.
Уже в первый год издатель «Московского листка» заинтересовал Москву обилием и подробным описанием множества городских происшествий, как бы чудом на другой день попадавших на страницы газеты. <…> Я видел, как он (Пастухов)  добывал сведения, как ловко задавал умелые вопросы, рассказывал мне о каждом уголке, где мы бывали, рассказывал о встреченных людях, двумя словами, иногда неопровержимо точно определяя человека.

## Типографии
Первые полгода, до 26 марта 1882 года, газета печаталась в типографии Е. И. Погодиной в доме Котельниковой на Софийской набережной. Бумага была дешёвая, годящаяся для самокруток; формат небольшой.

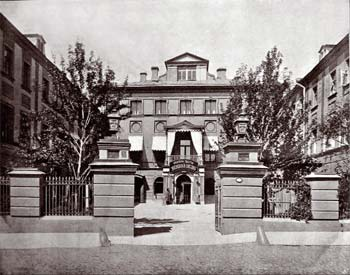
Здание, где размещалась редакция «Московского листка»

В марте 1882 года редакция «Московского вестника» переехала в дом № 17 на Староваганьковском переулке; сначала Пастухов снял первый этаж этого дома Алексеева и жил здесь, а затем приобрёл здание полностью. 
В 1895 году рядом с конторой Пастухов построил собственную типографию, оснастив её самым передовым для того времени оборудованием. Благодаря этому удалось увеличить объём газеты до 4—6 страниц и расширить корреспондентскую сеть. На рубеже XIX—XX веков «Московский листок» имел собственных корреспондентов в нескольких европейских столицах и помещал получаемую от них информацию в разделе «Заграничные вести».
Стоимость годовой подписки составляла 9 рублей, что было на один рубль меньше, чем у «Русских ведомостей». Тираж газеты вырос с 5 тысяч экземпляров в 1881 году, до 30 тысяч в 1894 и 35 тысяч в 1907 году.

## Закрытие газеты
Николай Пастухов скончался в 1911 году. После его смерти дела в газете пошли на спад, что было связано не только с отсутствием основателя, но и с общей ситуацией в стране. «Московский листок» отошёл от «бульварной» направленности и превратился в политическое издание, активно поддерживающее Временное правительство. Постепенно газета утратила периодичность, начались перебои с выходом.
Последний номер газеты (№ 10) вышел в день подписания Брест-Литовского договора, в марте 1918 года.